# Diduga plumosa
Diduga plumosa är en fjärilsart som beskrevs av George Francis Hampson 1911. Diduga plumosa ingår i släktet Diduga och familjen björnspinnare. Inga underarter finns listade i Catalogue of Life.